# Ефремов, Андрей Петрович
Ефремов Андрей Петрович 18 июля 1947, Ленинград — 18 апреля 2008, Санкт-Петербург) — русский писатель, автор взрослых и детских повестей, рассказов и одного романа.

## Биография
Андрей Петрович Ефремов родился в 1947 г. в Ленинграде. В 1965 году окончил школу, в 1972 женился и получил диплом инженера электросвязи. В 1972-1973 служил в армии на территории ГДР.
Писать начал около 1982 г. Вплоть до января 1986 г. работал инженером, уже публикуя рассказы в газетах и журналах. В 1986 году резко изменил свою жизнь, поступив на работу редактором в издательство «Детская литература».
Первая книга «Я успею, ребята!» вышла у Андрея Ефремова в издательстве «Детская литература» в 1989 г. В неё вошла одноимённая повесть и цикл рассказов «В начале пятидесятых», посвящённых послевоенному детству его ленинградских сверстников.
С тех пор работал в ряде петербургских издательств. В последние годы жизни — редактором детской литературы в издательстве «Азбука». В 90-е годы руководил поэтической секцией в клубе «Дерзание» при Дворце пионеров. С 1997 по 2006  вёл семинар по редактуре в Санкт-Петербургском государственном институте культуры.
В 1993 году отдельной книгой выходит первая из трёх повестей Андрея Ефремова о православных святых — «Брат мой, князь мой» — о святых князьях Борисе и Глебе. Позже будут написаны и изданы повесть об апостоле Петре — «Крепче смерти» и апостоле Павле — «Пострадай за имя моё».
В 1995 году в журнале «Ё» публикуется пьеса «Тесей и Паллантиды».
В 1996 году в издательстве «Терра» вышла книга «Благородный король Артур и его доблестные рыцари». Позже она была трижды переиздана разными петербургскими издательствами.
В 2002 году журнал «Октябрь» публикует повесть Андрея Ефремова «Любовь и доблесть Иоахима Тишбейна», которая будет дважды переиздана — в сборнике, составленном Павлом Крусановым, «Новые петербургские повести» и в сборнике повестей самого Ефремова «Искусство уводить чужих жён» в 2007 году. В этом сборнике, помимо упомянутой повести, будут опубликованы «Повесть о трёх пистолетах» и, давшая название книге — «Искусство уводить чужих жён».
Уже после смерти Андрея Ефремова, в 2009 году, вышел его роман «Бедный, бедный Барабанов», законченный автором, но к печати подготовленный уже сотрудниками издательства «Лимбус Пресс».
На петербургском радио были поставлены пьесы Андрея Ефремова: «Иван Сытин», «Из жизни драгоценностей», «Я успею, ребята!», «Казино», «Искусство уводить чужих жён».

## Сочинения

### Самостоятельные публикации
- Ефремов А.П. Я успею, ребята! : Повесть. Рассказы : [Для сред. и ст. шк. возраста] / Андрей Ефремов; Рис. А. Андреева. - Л. : Дет. лит. Ленингр. отд-ние, 1989. - 124, [2] с. : ил. ; 20 см. Содерж.: Я успею, ребята!: Повесть; Рассказы: За дверью; Охотник и рыболов; Дыра в заборе; Час пик; Медаль; В начале пятидесятых: Красавчик; Новая бабуля; Вадька; Наши липы.
- Ефремов А.П., Капля, речка, океан : [Для дошк. возраста] / Текст А. Ефремова; Рис. А. Ильина. - СПб. : Лицей, Б. г. (1992). - 22, [2] с. : цв. ил. ; 28 см.
- Ефремов А.П. Брат мой, князь мой : Повесть о Борисе и Глебе : [Для мл. шк. возраста] / Андрей Ефремов; [Худож. В. Бескаравайный]. - СПб. : Респ. изд-во дет. и юнош. лит. "Лицей", 1993. - 39, [8] с. : цв. ил. ; 26 см. - (Рассказы о православных святых).
- Ефремов А.П. Благородный король Артур и его доблестные рыцари : [Для детей] / Андрей Ефремов; [Худож. Т.В. Кейн]. - М. : Изд. центр "Терра", 1996. - 535, [8] с. : ил. ; 16 см. - (Unicornis).
- Ефремов А.П. Благородный король Артур и его доблестные рыцари: легенды о рыцарях Круглого стола в пересказе Андрея Ефремова/ А.П.Ефремов; Худож. Л.Макарова.-СПб.:Амфора, 2005.-467c.: ил.
- Ефремов А. П. Искусство уводить чужих жён : [повести] / Андрей Ефремов. - Москва ; Санкт-Петербург: Лимбус Пресс, 2007. - 301, [2] с. ; 19 см. Содерж.: Любовь и доблесть Иохима Тишбейна ; История о трёх пистолетах ; Искусство уводить чужих жен.
- Ефремов А. П. Бедный, бедный Барабанов : [роман] / Андрей Ефремов. - Санкт-Петербург ; Москва: Лимбус Пресс: Издательство К. Тублина, 2009. - 404, [2] с. ; 21 см.
- Король Артур и его рыцари : легенды старой Англии / [пересказ А.П. Ефремова]. - Санкт-Петербург : Амфора, 2012. - 286, [1] с. ; 21 см. - (Коллекция приключений и фантастики). - (Я [люблю] читать). Содерж.: Повесть о том, как юный Артур поднялся на британский трон, и о многом другом, случившемся в ту пору. Повесть о славном рыцаре сэре Ланселоте Озёрном и его удивительных подвигах. Повесть о Святом Граале.
- Ефремов А.П., Надпорожская О. С. Борис и Глеб / Андрей Ефремов, Ольга Надпорожская ; худож.: Игорь Беличенко [Еженед. газ. ТЕЛЕК]. - Санкт-Петербург : Амфора, 2014. - 61, [1] с. : ил., цв. ил. ; 26 см. - (Святые : семейная коллекция).
- Король Артур и его рыцари / [пересказ А.П.Ефремова]. – Санкт-Петербург: «Пальмира», 2017. – 287 стр. – (Серия «Книги для умных детей»).

### Публикации в сборниках
- Ефремов А.П. За дверью. Лётчики.//Дружба: Повести, рассказы, стихи/Сост. В.Воскобойников; Коллектив художников. — Л.: Детская литература, 1985
- Ефремов А.П. Внеклассное чтение.//Дружба: Литературно-художественный сборник./Рис. Коллектива художников. — Л.: Детская литература, 1989 и СПб.: Речь, 2015.
- Ефремов А. Предисловие и послесловие.//Зощенко М.М. Лёля и Минька. —Л.: Детская литература, 1990.
- Ефремов А.П. Сквозняки.//Я летаю во сне. – М.: Детская литература, 1991. – С.267-316.
- Сказания Средневековой Европы/ Сост. В.М.Воскобойников; Обраб. М.В.Семенова, Е.Перехвальская, А.Ефремов, Д.Колпакова, М.Яснов, В.М.Воскобойников.-СПб.: Респекс ТОО, 1996.-522с.: ил., 4л. цв. ил.-(Предания веков. Детское чтение).
- Ефремов А.П. Герой Алексина. Болезнь и смерть как доблесть и добродетель/ А.П.Ефремов// Детский сборник: статьи по детской литературе и антропологии детства/ Сост. Е.В.Кулешов, И.А.Антипова.-М.: ОГИ, 2003.-С.363-370.
- Ефремов А.П. Евангельский сюжет в повести А.П. Гайдара "Школа"/ А.П.Ефремов// Детский сборник: статьи по детской литературе и антропологии детства/ Сост. Е.В.Кулешов, И.А.Антипова.-М.: ОГИ, 2003.-С.280-288.
- Ефремов А. Крепче смерти: повесть об апостоле Петре; Пострадай за имя моё: повесть об апостоле Павле; Брат мой, князь мой: повесть о Борисе и Глебе/ А.Ефремов// Рассказы о православных святых/ Под ред. В.М.Воскобойникова.-СПб.: Золотой век, 2003.-С.23-69, 195-217.
- Ефремов А.П. Эволюция представлений о грехе в детской литературе/ А.П.Ефремов// Детский сборник: статьи по детской литературе и антропологии детства/ Сост. Е.В.Кулешов, И.А.Антипова.-М.: ОГИ, 2003.-С.373-392.
- Ефремов А. Любовь и доблесть Иоахима Тишбейна/ А.Ефремов// Новые петербургские повести/ Сост. П.Крусанов.-СПб.: Амфора, 2006.-С.13-78.
- Андрей Ефремов. Три попытки Аркадия Гайдара. / Гайдар А. Судьба барабанщика (сборник) СПб.: Азбука. 2000.
- Ефремов А.П. Приговора не будет. Приложение // Ч. Диккенс. Тайна Эдвина Друда. СПб.: Азбука, 2006 и 2016.

### Публикации в журналах
- Ефремов А.П. Медаль: рассказ/ А.П.Ефремов// КОСТЕР.-1984.-№11.-С.18-19.
- Ефремов А.П. За дверью: рассказ/ А.П.Ефремов// КОСТЕР.-1985.-№1.-С.28-31.
- Ефремов А.П. Час пик: рассказ/ А.П.Ефремов// КОСТЕР.-1987.-№9.-С.26-27.
- Ефремов А.П. Я успею ребята!: повесть/ А.П.Ефремов// КОСТЕР.-1987.-№3.-С.3-9.
- Ефремов А.П. Пирожки для секретного рядового: повесть/ А.П.Ефремов// КОСТЕР.-1995.-№10.-С.1-3.
- Андрей Ефремов. Тесей и Паллантиды: пьеса. // Журнал Ё. СПб.: BOREYARTCENTER, 01. 1996. С. 178-188.
- Андрей Ефремов. Любовь и доблесть Иоахима Тишбейна // «Октябрь» 2002, №12.
- Андрей Ефремов. История о трёх пистолетах. / А.Ефремов// Крещатик. Международный литературно-художественный журнал, 1 (27), 2005. – С.136-230.

### Переводы
- Ефремов А.П. Баллада капитана Кидда — перевод.//Д.Копелев. Золотая эпоха морского разбоя. М.: Остожье, 1997. С. 149-152.

### Рецензии
- Рецензия на книгу «Хулиганские стихи» (Олег Григорьев. Хулиганские стихи. СПб.: Амфора, 2005).
- Рецензия «Малолетний пират, или Благородный пафос познания» (рецензия на книгу «Дневник пирата: Записки Джейка Карпентера») (Азбука-классика, 2006).
- «Похвальное слово „Египтологии“» (рецензия на книгу «Египтология») М.: Махаон, 2006 .
- «Рентабельные кадавры и ожидание весны».
- Круглый стол «Правильные книги» .

### Неизднное
- Андрей Ефремов. Казино. (Повесть).
- Андрей Ефремов. Пятикнижие Аркадия Гайдара: выбор пути и героев.(очерк)
- Андрей Ефремов. Однажды Петечка... (повесть).

## Радиопостановки и аудиокниги
- «Иван Сытин». О легендарном издателе.
- «Из жизни драгоценностей». О семье Фаберже.
- «Я успею, ребята!». По одноимённой повести.
- «Казино». По одноимённой неизданной повести .
- «Искусство уводить чужих жён». По одноимённой повести  .
- История о трёх пистолетах. Радио России. 2010   .
- Любовь и доблесть Иоахима Тишбейна .

## Критика
- Виктор Топоров. Петербургская Манон.//Город. Петербургский журнал. — 2007. — №31 (256). — С.38.
- Виктор Топоров. Почти эпитафия. Бедный, бедный Ефремов: одним писателем стало меньше.//Частный корреспондент. — 7.09.2009